# José van Dijck

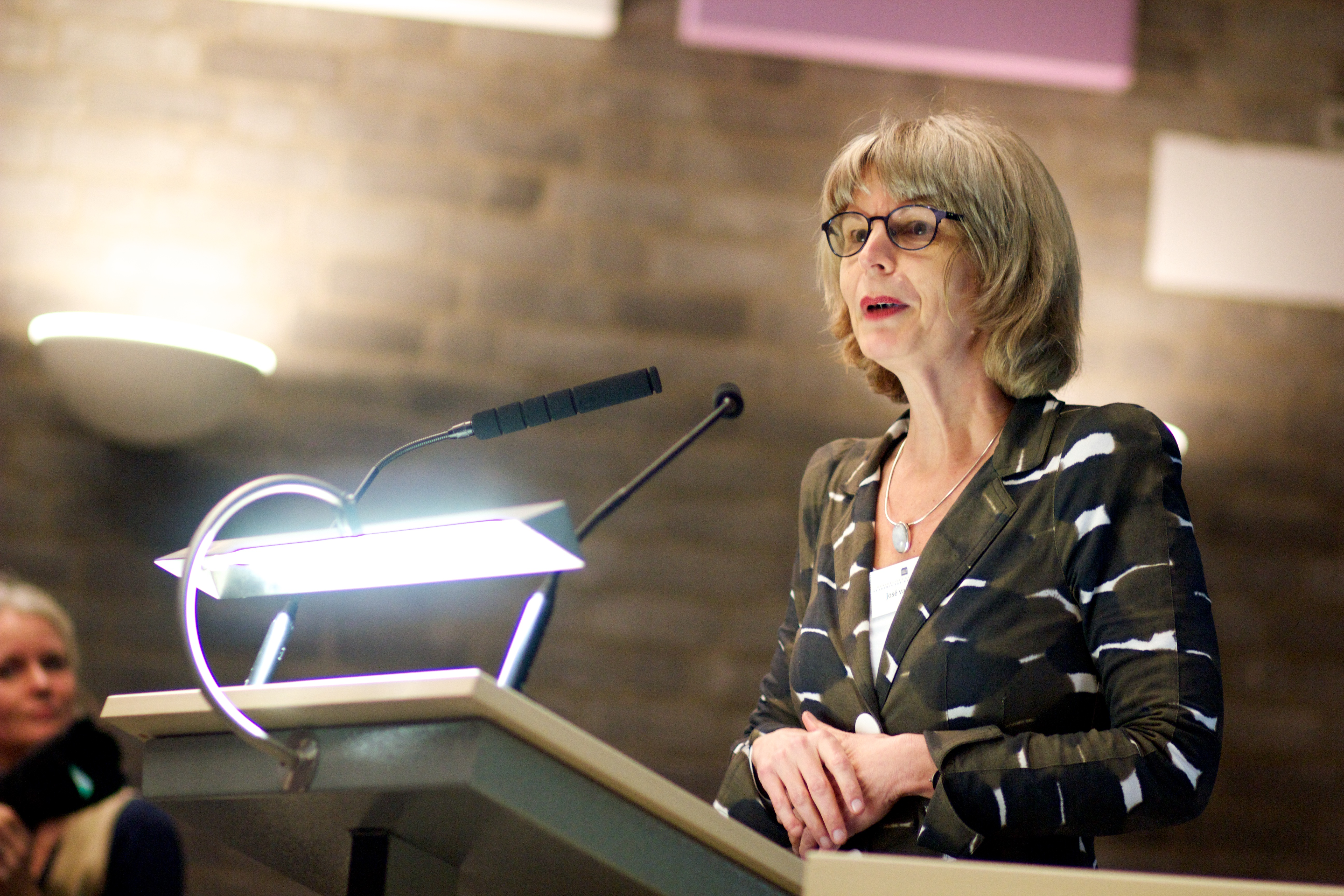
José van Dijck beim KNAW Symposium Wikipedia as a research tool 2015

José van Dijck, Johanna Francisca Theodora Maria van Dijck (* 15. November 1960 in Boxtel), ist eine niederländische Medienwissenschaftlerin.

## Leben
José van Dijck studierte an der Universität Utrecht mit dem Abschluss 1985 und wurde 1992 an der University of California, San Diego, in vergleichender Literaturwissenschaft promoviert (Dissertation: Discontinuous discourses. Mapping the public debate on new reproductive technologies, 1978–1991). Danach war sie freischaffende Journalistin unter anderem für De Volkskrant. Zurückgekehrt in die Niederlande war sie Dozentin für Journalistik an der Reichsuniversität Groningen und ab 1995 Assistenzprofessorin (Hoofdocent) an der  Universität Maastricht. 2001 wurde sie Professorin für Medienwissenschaft an der Universität Amsterdam (Leiterin der Abteilung Medienstudien, 2008 bis 2012 zusätzlich als Dekanin der geisteswissenschaftlichen Fakultät) und 2017 Professorin für Medien und Digitale Gesellschaft an der Universität Utrecht.
Sie war Gastprofessorin und Gastwissenschaftlerin an der Concordia University in Montreal, am Massachusetts Institute of Technology (MIT), an der University of Technology in  Sydney, der Georgia Tech University, der University of California, Santa Cruz, der Annenberg School of Communication der University of Pennsylvania und der Universität Stockholm.
Sie untersucht den dominierenden Einfluss digitaler Plattformen, die von einigen wenigen (amerikanischen) Technologiekonzernen beherrscht werden, auf die Gesellschaft, unter anderem war sie 2018 Ko-Autorin eines Buches über die Plattformgesellschaft. Dabei sieht sie die von kommerziellen Interessen getriebenen Plattformen in Konflikt mit fundamentalen demokratischen Werten wie Recht auf Privatheit und Autonomie.
2015 bis 2018 war sie als erste Frau Präsidentin der Königlich Niederländischen Akademie der Wissenschaften (KNAW). 2016 wurde sie Mitglied der Academia Europaea. 2019 wurde sie Ehrendoktorin an der Universität Lund.
Sie schreibt auch für Zeitungen, unter anderem hat sie eine Kolumne in Het Financieele Dagblad.
2021 erhielt sie  den Spinoza-Preis.

## Schriften
- mit Thomas Poell, Martijn de Waal: The Platform Society. Public Values in a Connective World, Oxford University Press, 2018,  ISBN 978-0-19-088977-7
- The culture of connectivity. A critical history of social media, Oxford University Press, 2013,  ISBN 978-0-19-997077-3
- Herausgeber mit Karin Bijsterveld: Sound souvenirs. Audio technologies, memory and cultural practices, Amsterdam University Press, 2009, ISBN 978-90-8964-132-8
- Mediated memories in the digital age, Stanford University Press, 2007,  ISBN 0-8047-5624-4
- The transparent body. A cultural analysis of medical imaging, University of Washington Press